# 庵原忠胤
庵原 忠胤（いはら ただたね）は、戦国時代の武将。今川氏の家臣。駿河国庵原城主。

## 略歴
由比氏から庵原忠職の養子に入り家督を継いだ。
天文10年（1541年）に甲斐国を追放され今川家に保護されていた武田信虎が、永禄4年（1561年）に今川氏真に対する謀叛を企てていたのを阻止し、信虎を駿河から追放するのに功を成した。永禄11年（1569年）、武田信玄が駿河に侵入すると、先陣として由比で抗戦するが敗れた（薩埵峠の戦い）。
今川義元の側近として有名な太原雪斎は義叔父にあたる。

## 関連作品
- 武田信玄（1988年、NHK大河ドラマ、演：長谷川明男）
- 風林火山（2007年、NHK大河ドラマ、演：石橋蓮司）